# Taça Asa Branca de 2017
A Taça Asa Branca de 2017 foi a 2ª edição desta competição de futebol realizada no Brasil, organizada pela Liga do Nordeste. O amistoso reuniu o Santa Cruz, campeão da Copa do Nordeste de 2016, e o Paysandu, campeão da Copa Verde de 2016. O Santa Cruz levou a Taça após vencer por 1 a 0 no tempo regulamentar.

## Transmissão
- Brasil: Esporte Interativo

## Participantes
| Equipe     | Cidade | Classificação                       |
| ---------- | ------ | ----------------------------------- |
| Santa Cruz | Recife | Campeão da Copa do Nordeste de 2016 |
| Paysandu   | Belém  | Campeão da Copa Verde de 2016       |

## O jogo
| 21 de janeiro | Santa Cruz    | 1 – 0     | Paysandu | Estádio do Arruda, Recife                                                       |
| 17:15 (UTC−3) | Léo Costa 34' | Relatório |          | Público: 14 002 Renda: R$ 49.750,00 Árbitro: PE Marcelo de Lima Henrique (FIFA) |

| Cores do Time · Cores do Time · Cores do Time · Cores do Time · Cores do Time | Cores do Time · Cores do Time · Cores do Time · Cores do Time · Cores do Time |

## Campeão
| Taça Asa Branca de 2017        |
| ------------------------------ |
| Santa Cruz Campeão (1° título) |